# Sindrome del malato eutiroideo
La sindrome del malato eutiroideo (o euthyroid sick syndrome) è una sindrome clinica che si caratterizza per le basse concentrazioni di ormoni tiroidei (T3 e T4) in pazienti che da un punto di vista clinico sono eutiroidei.  Conosciuta anche con il nome di sindrome da basso T3 e T4, è uno stato di adattamento ad una alterata regolazione del sistema di controllo a feedback dell'asse ipotalamo-ipofisario, con concentrazioni di T3 e/o T4 alterate, ma nel corso della quale la ghiandola tiroidea non appare caratterizzarsi per una funzionalità alterata. 
La sindrome si associa a diverse malattie sistemiche, acute e croniche, non tiroidee.
Il principale problema clinico è rappresentato dall'esclusione di uno stato di ipotiroidismo.

## Cause
Le cause della sindrome del malato eutiroideo includono numerose condizioni acute e croniche non tiroidee, ed in particolare la polmonite, il digiuno, l'inedia, il ridotto apporto proteico, l'anoressia nervosa, le gravi infezioni sistemiche e la sepsi, i traumi maggiori, il bypass aorto-coronarico, le neoplasie, lo stress, l'insufficienza cardiaca, l'infarto del miocardio, l'ipotermia, l'insufficienza renale cronica, la cirrosi epatica, la chetoacidosi diabetica ed altre patologie.
La sindrome del malato eutiroideoè stata strettamente correlata a molte malattie, in particolare alla malattia infiammatoria cronica intestinale.

## Meccanismi
La patogenesi è tuttora sconosciuta. 
Tuttavia in molti casi vi è una downregolation della attività di deiodinazione periferica (ovvero una diminuita conversione periferica della T4 in T3). È possibile, inoltre, che vi sia un ridotto legame degli ormoni tiroidei ad una specifica molecola di trasporto, la TBG.
È noto che diverse malattie e farmaci (ad esempio i salicilati e l'eparina) possono alterare il legame alle proteine plasmatiche degli ormoni tiroidei, con conseguente riduzione dei livelli di ormoni totali, mentre le concentrazioni di ormone libero può temporaneamente elevarsi.

## Diagnosi
Il principale problema diagnostico per il clinico consiste nel capire se il paziente abbia un problema di ipotiroidismo o di sindrome del malato eutiroideo.
I pazienti affetti possono avere concentrazioni di TSH normale, bassa o leggermente elevata, a seconda dello spettro di malattia. La T4 totale e le concentrazioni di T3 possono essere modificate da anomalie delle proteine trasportatrici (TBG, TBPA e albumina), e da farmaci. Le concentrazioni di reverse T3 sono generalmente aumentate, a causa di una inibizione della deiodinasi di tipo 1, o forse anche per una ridotta clearance della stessa reverse T3.
Generalmente SPINA-GD e i livelli di T3 libera risultano ridotti, e talvolta si associano a riduzione della T4 libera nella malattia più grave. Diversi studi descrivono elevate concentrazioni di 3,5-diiodotironina (3,5-T2), un ormone tiroideo attivo, nella NTIS (NonThyroidal Illness Syndrome).
Nei soggetti affetti da sindrome del malato eutiroideo anche il cortisolo sierico è spesso elevato. 
Dal momento che non esistono esami specifici per diagnosticare la sindrome e che quelli a cui si fa riferimento sono aspecifici, è necessario un attento giudizio clinico per interpretare le alterazioni delle prove di funzionalità tiroidea

## Trattamento
Il trattamento è volto alla patologia di base.
In genere un trattamento sostitutivo con ormoni tiroidei (tiroxina) non è indicato.